# Meganoton dracomontis
Meganoton dracomontis är en fjärilsart som beskrevs av Clayton Dissinger Mell 1922. Meganoton dracomontis ingår i släktet Meganoton och familjen svärmare. Inga underarter finns listade i Catalogue of Life.